# Сталинградское военно-авиационное училище лётчиков
Сталингра́дское военно́-авиацио́нное учи́лище лётчиков — военное учебное заведение для подготовки лётного состава частей ВВС РККА.

## История наименований училища
- 7-я военная школа летчиков (06.02.1929 г.);
- 7-я Сталинградская военно-авиационная школа имени Сталинградского Краснознаменного пролетариата (01.07.1930 г.);
- Сталинградское военно-авиационное училище летчиков имени Сталинградского Краснознаменного пролетариата (01.09.1939 г.);
- Сталинградская военно-авиационная школа пилотов имени Сталинградского Краснознаменного пролетариата (1941 г.);
- Сталинградское военно-авиационное училище летчиков имени Сталинградского Краснознаменного пролетариата (04.10.1945 г.);
- Сибирское военное авиационное училище лётчиков им Сталинградского Краснознаменного пролетариата (25.05.1958 г.).

## История
Решение о создании школы принято весной 1928 года на Пленуме Революционного Военного Совета СССР. На основании этого решения начальник ВВС РККА П. И. Баранов предписал начальнику Борисоглебской авиационной школы В. В. Ягушевскому найти аэродром для создания новой авиационной школы южнее Борисоглебска.
6 февраля 1929 г. был издан приказ РВС СССР о создании «7-й военно-авиационной школы лётчиков» с местом расположения — Сталинград.
Летом 1929 года началось строительство школы. Руководил строительством заместитель начальника Борисоглебской авиационной школы Алексеев. В августе 1929 года школа начала свою деятельность.
Первый набор учлётов — 1 декабря 1929 г. Принимались только лица направленные на обучение по рекомендациям ВКП(б) и ВЛКСМ. К 1 января 1930 г. было набрано 239 курсантов.
1 июля 1930 года школе было присвоено наименование: «7-я Сталинградская военно-авиационная школа им. Сталинградского Краснознаменного пролетариата».
Первые самостоятельные полёты курсантов начались летом 1930 года на аэродроме Гумрак. Первым самостоятельно вылетел курсант Е. Я. Савицкий.
Первый выпуск лётчиков состоялся в январе 1932 года, в количестве 112 человек. В начале 1937 г. школа перешла на выпуск только лётчиков-истребителей. 1 сентября 1938 года школе было присвоено наименование «Сталинградское военно-авиационное училище летчиков им. Сталинградского Краснознаменного пролетариата».
Начиная с 1938 года подготовка лётчиков велась по трёхгодичной программе.
В 1941 году школа была переименована в Сталинградскую военно-авиационную школу пилотов им. Сталинградского Краснознамённого пролетариата. Обучение лётчиков проводилось по сокращённой до одного года программе. 22 июня 1941 года на базе полков школы были сформированы один истребительный авиационный полк и одна отдельная эскадрилья. Полк под командованием майора Крикуна был направлен на Южный фронт, эскадрилья под командованием старшего лейтенанта Бавыкина — на Западный фронт. 5 ноября 1941 года была получена директива о перебазировании в Кустанай. Было сформировано ещё два истребительных авиационных полка и отправлены на фронт в 102-й авиационную дивизии ПВО, которые участвовали в Сталинградской битве. Школа начала перебазирование в Кустанайскую область Казахстанской АССР. Однако в результате победы под Москвой и взятия Ростова-на-Дону перебазирование школы было приостановлено, и она вновь вернулась на своё место (директива ГШ Красной Армии № 4/0108). Однако враг рвался к Волге и 15 июля 1942 года была получена директива зам. Наркома обороны А. А. Новикова № 17/502 о перебазировании под Кустанай. Самолёты перелетели (более 200 штук), оборудование школы отправлено железнодорожным транспортом, к 17 августа 1942 школа в полном составе была под Кустанаем.
В 1944 г. школа была признана лучшей среди лётных школ СССР. 4 октября 1945 г. школе вновь присвоено наименование «Сталинградское военно-авиационное училище летчиков им. Сталинградского Краснознаменного пролетариата».
В мае 1946 года Директивой ГШ ВС СССР № орг/1/116 от 06.05.1946 г. училище было перебазировано в Западно-Сибирский военный округ: штаб училища и два полка в посёлок Толмачево (станция Обь) и один полк в город Бердск Новосибирской области. Начиная с 1951 года училище выпускает лётчиков на реактивных истребителях МиГ-15. Училищу был передан аэродром Топчиха Алтайского края. Обучение курсантов в училище проходило после Военно-авиационной школы первоначального лётного обучения.
С 25 мая 1958 года на основании директивы заместителя МО СССР № орг/4/2343Г от 4 апреля 1958 года училище переименовано в «Сибирское военное авиационное училище лётчиков им Сталинградского Краснознамённого пролетариата». Этой же директивой предписывалось передислоцироваться в г. Алейск Алтайского края:
- с 9 июня 1958 года — 722-й батальон аэродромного обслуживания;
- с 25 октября 1958 года — 813-й учебно-авиационный полк;
- с 4 июня 1959 года — штаб и тыл училища.

При этом гарнизоны и аэродромы Бердск и Топчиха оставлены за училищем.
В связи со значительными сокращением авиации на основании Закона Верховного Совета СССР «О новом значительном сокращении ВС СССР» от 15.01.1960 года в соответствии с директивой ГК ВВС № 321475 от 21.04.1960 г. и Приказом Командующего ВВС Сибирского военного округа № 048 от 29.04.1960 года в период с 4 мая по 30 ноября 1960 года Сибирское военное авиационное училище летчиков имени Сталинградского Краснознаменного пролетариата было расформировано.

## Начальники школы
- Е. А. Гельфер — с июля 1929 года
- А. А. Левин — с 30 сентября 1930 года
- комбриг Горшков[3] — 1932 год
- комбриг Богослов Иван Ефремович[3] — с ноября 1932 г. по декабрь 1935 г.[6];
- комбриг Мейер Алексей Петрович[7], с февраля 1936 года по 27 апреля 1938 года
- Полковник Ларюшкин Илья Павлович[8] (приказ НКО СССР № 02733 от 08.04.1942 г.) — с апреля 1942 года по июль 1942 года

## Подготовка летчиков
Школа готовила по годичной программе лётчиков для разведывательной, легкобомбардировочной и истребительной авиации. С 1940 года школа готовила только лётчиков истребительной авиации. Всего в годы войны училище подготовило 2099 лётчиков, из них: 525 на самолётах И-15, И-16 и 1574 — на Як-1, Як-3 и Як-7.
После войны подготовка лётчиков проводилась в учебных полках:
- 804-й учебный авиационный полк, аэродром Бердск, самолёты — Як-11;
- 808-й учебный авиационный полк, аэродром Топчиха (Алтайский край), самолёты — УТИ МиГ-15, МиГ-15;
- 813-й учебный авиационный полк, аэродром Толмачево, самолёты — УТИ МиГ-15, МиГ-15.

| Памятник курсантам Сталинградского училища военных летчиков. Город Обь Новосибирской области. Установлен недавно. | Укрупненное изображение центральной части памятника курсантам Сталинградского училища военных летчиков. Город Обь Новосибирской области. |

## Известные выпускники
Около 120 выпускников училища стали Героями Советского Союза, семь дважды Героев:
- Дважды Герой Советского Союза Гулаев Николай Дмитриевич
- Дважды Герой Советского Союза Маршал авиации Савицкий Евгений Яковлевич
- Дважды Герой Советского Союза Ефремов Василий Сергеевич
- Дважды Герой Советского Союза Кутахов Павел Степанович
- Дважды Герой Советского Союза Волынов Борис Валентинович
- Герой Советского Союза Силантьев Александр Петрович
- Герой Советского Союза Титов Герман Степанович
- Герой Советского Союза Рубен Руис Ибаррури